# Mã độc tống tiền
Mã độc tống tiền hay ransomware bao gồm nhiều lớp phần mềm ác ý với chức năng hạn chế truy cập đến hệ thống máy tính mà nó đã lây nhiễm, và đòi hỏi một khoản tiền cho người đã tạo ra malware đó nhằm mục đích xóa bỏ việc hạn chế truy cập mà nó đã tạo ra trước đó. Một vài dạng của ransomware mã hóa tệp tin, dữ liệu trên ổ đĩa cứng (nhằm tống tiền), trong khi một vài dạng khác thì đơn giản hơn, chúng khóa hệ thống lại và hiển thị một thông báo để thuyết phục người bị hại trả tiền.
Vào lúc đầu thì ransomware phổ biến ở Nga, sau đó thì việc sử dụng ransomware để lừa lọc kiếm tiền phát triển nhanh chóng và lan ra toàn cầu. Trong tháng 6 năm 2013, phần mềm bảo mật McAfee cho thấy rằng hãng đã thu thập được hơn 250,000 mẫu ransomware độc đáo chỉ trong vòng Quý I năm 2013.

## Hoạt động
Giống như các virus máy tính khác, mã độc tống tiền có thể lan truyền qua email trong tệp đính kèm, qua kết nối mạng hoặc do hacker cố tình tấn công cài đặt vào. Sau khi xâm nhập hệ thống, mã độc quét toàn bộ ổ đĩa của máy tính và mã hoá các tệp tin bằng mã hoá khoá công khai (public key cryptography). Hầu hết các tệp tin quan trọng trên máy tính với định dạng .doc, pdf, xls, jpg, zip… sẽ không thể mở được nữa. Để giải mã bắt buộc phải có khoá riêng (private key) mà chỉ có kẻ phát tán mới có và nạn nhân sẽ nhận được thông báo đòi tiền chuộc nếu muốn giải mã.